# Кокако
Кокако, или новозеландские скворцы (лат. Callaeas), — род птиц из семейства Гуйи (Callaeidae). К роду относят 2 вида, один из которых находится на грани исчезновения или уже вымер.

## Общая характеристика
Длина тела около 38 см. Масса около 230 грамм. Окраска от пепельно-серой до чёрной, хвост с белой каймой.
Клюв чёрного цвета, у самца относительно короткий, у самки — более длинный, несколько изогнут книзу.

## Классификация
Выделяют два островных вида, которые раньше считались подвидами: Северный кокако (лат. Callaeas wilsoni) с Северного острова и Южный кокако (лат. Callaeas cinereus), обитавший некогда на Южном острове и острове Стьюарт, но в настоящее время считающийся на грани исчезновения или уже вымершим, поскольку с 1967 года не было зафиксировано ни одного подтверждённого случая встречи этих птиц, хотя были неподтвержденные сведения о встречах этого вида в 2007 и 2016 годах. У представителей вида Callaeas wilsoni «сережки» по бокам клюва синего цвета, а у птиц вида Callaeas cinereus они были оранжевые.
С 2010 года эти две формы орнитологами считаются отдельными видами.

## Ареал
Эндемики островов Новой Зеландии.

## Образ жизни
Питаются насекомыми, пауками, червями, моллюсками, ягодами, часто кормятся на земле.
Птицы гнездятся в нижних частях кроны деревьев. В кладке обычно 2—3 яйца, из которых выживает только 1—2 птенца.

## Численность и охрана
16 января 2007 года Южный кокако был признан вымершим. На острове Стьюарт последние птицы этого вида были отмечены в начале 1950-х годов, а на острове Южный, в некоторых районах западного Отаго и Нельсон — в 1960 году. Позднее появилась информация, что южноостровной вид был встречен в 1967 году в нотофагусовых лесах, но поиски в данной местности, организованные в 1981 году не подтвердили данный факт. Неподтвержденные сведения о встречах этого вида в 2007 и 2016 годах привели к тому, что Южный кокако, по состоянию на 2019 год, считается находящимся на грани исчезновения (возможно, вымершим). Вероятно, на островах Южный и Стьюарт данный вид или подвид птиц был истреблен интродуцированными хищниками.
На островах Северный и Грейт-Барриер, по подсчетам на 2019 год, сохранилось примерно 2800 особей Северного кокако. Его численность, благодаря охране и мерам по истреблению инвазивных хищников (горностаев, одичавших кошек, крыс), постепенно увеличивается.

## Интересные факты
Кокако изображена на обратной стороне денежной купюры достоинством 50 новозеландских долларов.

Кокако двух видов:
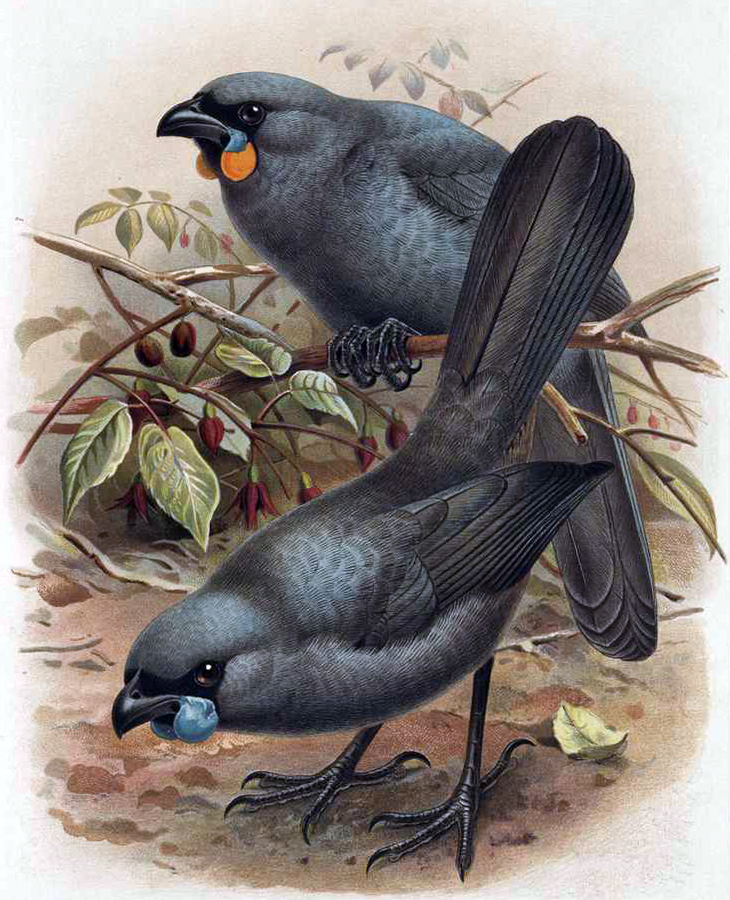
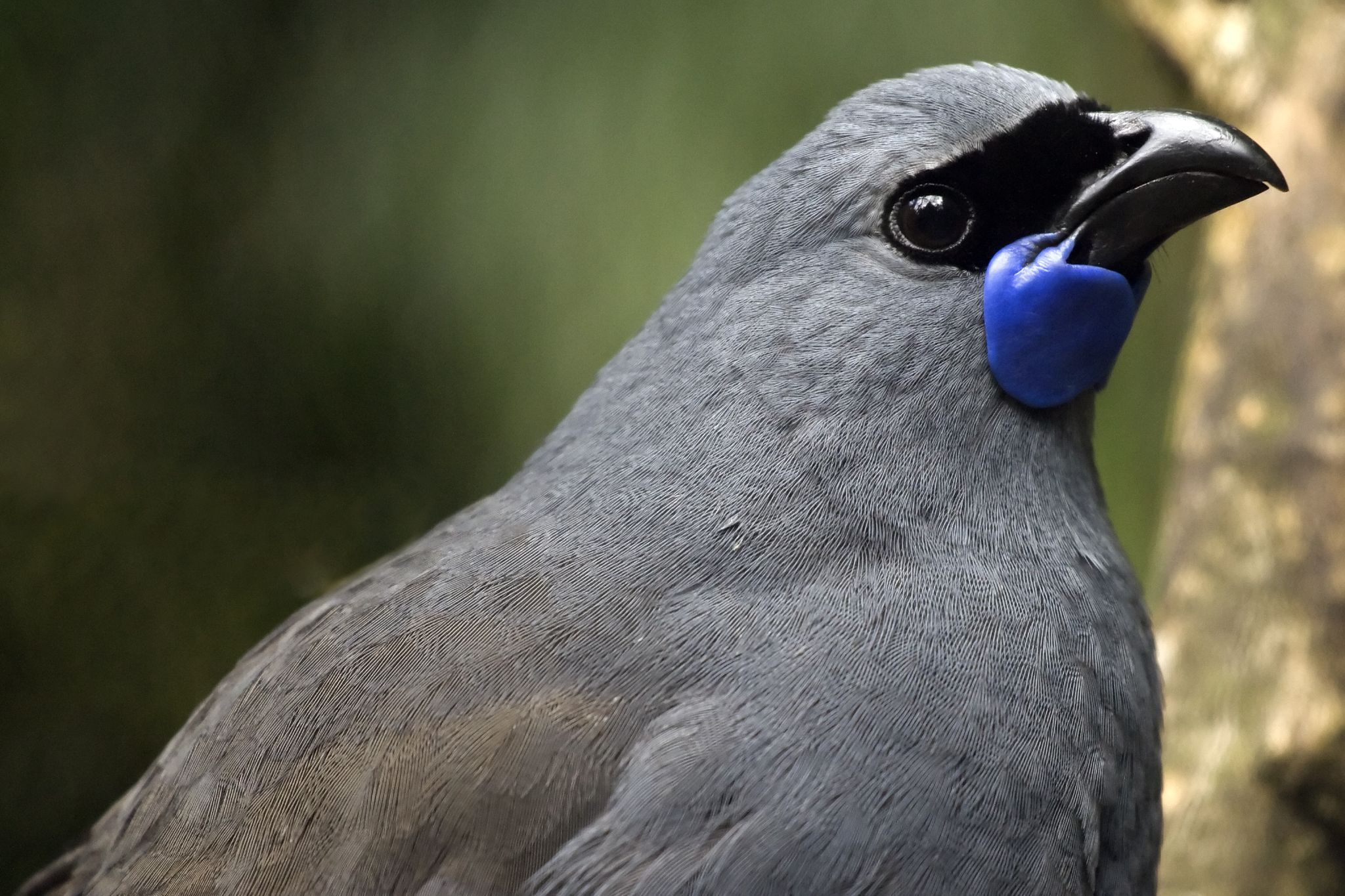